# Мертел-Гроув (Флорида)
Мертел-Гроув (англ. Myrtle Grove) — переписна місцевість (CDP) в США, в окрузі Ескамбія штату Флорида. Населення — 17 224 особи (2020).

## Географія
Мертел-Гроув розташований за координатами 30°24′52″ пн. ш. 87°18′10″ зх. д. / 30.41444° пн. ш. 87.30278° зх. д. (30.414537, -87.302824).  За даними Бюро перепису населення США в 2010 році переписна місцевість мала площу 17,41 км², з яких 17,20 км² — суходіл та 0,20 км² — водойми.

## Демографія
Згідно з переписом 2010 року, у переписній місцевості мешкало 15 870 осіб у 5971 домогосподарстві у складі 3750 родин. Густота населення становила 912 осіб/км².  Було 6955 помешкань (400/км²).
Расовий склад населення:
| - 69,0 % — білих - 18,4 % — чорних або афроамериканців - 5,1 % — азіатів - 0,6 % — корінних американців - 0,2 % — вихідців з тихоокеанських островів - 1,9 % — осіб інших рас |

До двох чи більше рас належало 4,6 %. Частка іспаномовних становила 6,4 % від усіх жителів.
За віковим діапазоном населення розподілялося таким чином: 20,6 % — особи молодші 18 років, 64,6 % — особи у віці 18—64 років, 14,8 % — особи у віці 65 років та старші. Медіана віку мешканця становила 32,8 року. На 100 осіб жіночої статі у переписній місцевості припадало 106,9 чоловіків;  на 100 жінок у віці від 18 років та старших — 106,9 чоловіків також старших 18 років.
Середній дохід на одне домашнє господарство  становив 49 275 доларів США (медіана — 41 570), а середній дохід на одну сім'ю — 58 106 доларів (медіана — 51 631). Медіана доходів становила 27 245 доларів для чоловіків та 28 702 долари для жінок. За межею бідності перебувало 22,3 % осіб, у тому числі 45,9 % дітей у віці до 18 років та 8,8 % осіб у віці 65 років та старших.
Цивільне працевлаштоване населення становило 6680 осіб. Основні галузі зайнятості: роздрібна торгівля — 20,8 %, освіта, охорона здоров'я та соціальна допомога — 19,6 %, мистецтво, розваги та відпочинок — 12,7 %, науковці, спеціалісти, менеджери — 11,2 %.